# Campeonato das Nações Africanas de 2020
O Campeonato das Nações Africanas de 2020, também conhecido como CHAN 2020, foi a 6.ª edição do Campeonato das Nações Africanas, torneio bianual organizado pela Confederação Africana de Futebol (CAF) e disputado por seleções africanas cujos jogadores atuam em clubes de futebol do seu próprio país. Foi realizada entre 16 de janeiro e 7 de fevereiro nos Camarões.
A Seleção Marroquina de Futebol logrou alcançar um bicampeonato consecutivo da competição após vencer a Seleção Malinesa de Futebol na grande final pelo placar de 2–0.

## Controvérsias

### Mudança de país-sede
Em fevereiro de 2018, a Etiópia foi anunciada como país-sede do torneio pela CAF. Entretanto, devido aos atrasos no andamento das obras dos novos estádios que viriam a receber os jogos da competição, algo reconhecido pela própria Federação Etíope de Futebol, que declarou que o país ainda não estava pronto para sediar o torneio, em novembro de 2019, a CAF decidiu que Camarões seria o novo país-sede da competição.

### Sucessivos adiamentos
Com a mudança do país-sede do torneio, a CAF determinou que a competição aconteceria originalmente entre janeiro e fevereiro de 2020. No entanto, por conflitos de calendário entre campeonatos nacionais dos países participantes do torneio, seu início foi adiado para abril. Porém, com o avanço da pandemia de COVID-19 pelo continente africano, a CAF decidiu, em 30 de junho, adiar novamente o início da competição, fixando a nova data para o início de 2021.

## Seleções classificadas
| Seleções             | Regiões          | Participações | Melhor performance                       | Ranking FIFA |
| -------------------- | ---------------- | ------------- | ---------------------------------------- | ------------ |
| Camarões (país-sede) | África Central   | 4.ª vez       | Quartas-de-final (2011 e 2016)           | 50.º         |
| Congo                | África Central   | 3.ª vez       | Quartas-de-final (2018)                  | 91.º         |
| RD Congo             | África Central   | 5.ª vez       | Bicampeã (2009 e 2016)                   | 60.º         |
| Marrocos             | Norte da África  | 4.ª vez       | Campeão (2018)                           | 35.º         |
| Líbia                | Norte da África  | 4.ª vez       | Campeã (2014)                            | 114.º        |
| Burquina Fasso       | África Ocidental | 3.ª vez       | Fase de grupos (2014)                    | 58.º         |
| Guiné                | África Ocidental | 3.ª vez       | 4.º lugar (2016)                         | 73.º         |
| Mali                 | África Ocidental | 4.ª vez       | Finalista (2016)                         | 57.º         |
| Níger                | África Ocidental | 3.ª vez       | Quartas-de-final (2011)                  | 113.º        |
| Togo                 | África Ocidental | 1.ª vez       | Estreante                                | 128.º        |
| Ruanda               | África Oriental  | 4.ª vez       | Quartas-de-final (2016)                  | 113.º        |
| Tanzânia             | África Oriental  | 2.ª vez       | Fase de grupos (2009)                    | 135.º        |
| Uganda               | África Oriental  | 5.ª vez       | Fase de grupos (2011, 2014, 2016 e 2018) | 79.º         |
| Namíbia              | África Austral   | 2.ª vez       | Quartas-de-final (2018)                  | 119.º        |
| Zâmbia               | África Austral   | 4.ª vez       | 3.º lugar (2009)                         | 90.º         |
| Zimbabwe             | África Austral   | 5.ª vez       | 4.º lugar (2014)                         | 108.º        |

## Sedes oficiais
| Duala              | Duala                   | Duala Iaundé Limbe | Iaundé                 | Limbe              |
| Estádio de Japoma  | Estádio da Reunificação | Duala Iaundé Limbe | Estádio Ahmadou Ahidjo | Estádio de Limbe   |
| Capacidade: 50 000 | Capacidade: 39 000      | Duala Iaundé Limbe | Capacidade: 40 122     | Capacidade: 20 000 |
|                    |                         | Duala Iaundé Limbe |                        |                    |

## Sorteio dos grupos
| Pote 1                                                     | Pote 2                     | Pote 3                              | Pote 4                      |
| ---------------------------------------------------------- | -------------------------- | ----------------------------------- | --------------------------- |
| Camarões (país-sede) Marrocos (atual campeão) Líbia Zâmbia | RD Congo Guiné Mali Ruanda | Uganda Congo Namíbia Burquina Fasso | Zimbabwe Níger Namíbia Togo |

## Fase de grupos

### Critérios de desempate
As posições ocupadas por cada uma das seleções em seus respectivos grupos correspondem ao número de pontos marcados (3 pontos em caso de vitória, 1 ponto em caso de empate e 0 ponto em caso de derrota). Caso haja empate em número de pontos entre duas ou mais seleções, os seguintes critérios de desempate serão aplicados nessa ordem:
1. Pontuação obtida no confronto direto;
2. Saldo de gols no confronto direto;
3. Número de gols marcados no confronto direto;
4. Saldo de gols total;
5. Número de gols marcados no total;
6. Sorteio.

### Grupo A
| Seleção        | Pts | J | V | E | D | GP | GC | SG |
| -------------- | --- | - | - | - | - | -- | -- | -- |
| Mali           | 7   | 3 | 2 | 1 | 0 | 3  | 1  | +2 |
| Camarões       | 5   | 3 | 1 | 2 | 0 | 2  | 1  | +1 |
| Burquina Fasso | 4   | 3 | 1 | 1 | 1 | 3  | 2  | +1 |
| Zimbabwe       | 0   | 3 | 0 | 0 | 3 | 1  | 5  | –4 |

| Mandante       | Resultado | Visitante      |
| -------------- | --------- | -------------- |
| Camarões       | 1–0       | Zimbabwe       |
| Mali           | 1–0       | Burquina Fasso |
| Camarões       | 1–1       | Mali           |
| Burquina Fasso | 3–1       | Zimbabwe       |
| Burquina Fasso | 0–0       | Camarões       |
| Zimbabwe       | 0–1       | Mali           |

### Grupo B
| Seleção  | Pts | J | V | E | D | GP | GC | SG |
| -------- | --- | - | - | - | - | -- | -- | -- |
| RD Congo | 7   | 3 | 2 | 1 | 0 | 4  | 2  | +2 |
| Congo    | 4   | 3 | 1 | 1 | 1 | 2  | 2  | 0  |
| Níger    | 2   | 3 | 0 | 2 | 1 | 2  | 3  | –1 |
| Líbia    | 2   | 3 | 0 | 2 | 1 | 1  | 2  | –1 |

| Mandante | Resultado | Visitante |
| -------- | --------- | --------- |
| Líbia    | 0–0       | Níger     |
| RD Congo | 1–0       | Congo     |
| Líbia    | 1–1       | RD Congo  |
| Congo    | 1–1       | Níger     |
| Congo    | 1–0       | Líbia     |
| Níger    | 1–2       | RD Congo  |

### Grupo C
| Seleção  | Pts | J | V | E | D | GP | GC | SG |
| -------- | --- | - | - | - | - | -- | -- | -- |
| Marrocos | 7   | 3 | 2 | 1 | 0 | 6  | 2  | +4 |
| Ruanda   | 5   | 3 | 1 | 2 | 0 | 3  | 2  | +1 |
| Togo     | 3   | 3 | 1 | 0 | 2 | 4  | 5  | –1 |
| Uganda   | 1   | 3 | 0 | 1 | 2 | 3  | 7  | –4 |

| Mandante | Resultado | Visitante |
| -------- | --------- | --------- |
| Marrocos | 1–0       | Togo      |
| Ruanda   | 0–0       | Uganda    |
| Marrocos | 0–0       | Ruanda    |
| Uganda   | 1–2       | Togo      |
| Uganda   | 2–5       | Marrocos  |
| Togo     | 2–3       | Ruanda    |

### Grupo D
| Seleção  | Pts | J | V | E | D | GP | GC | SG |
| -------- | --- | - | - | - | - | -- | -- | -- |
| Guiné    | 5   | 3 | 1 | 2 | 0 | 6  | 3  | +3 |
| Zâmbia   | 5   | 3 | 1 | 2 | 0 | 3  | 1  | +2 |
| Tanzânia | 4   | 3 | 1 | 1 | 1 | 3  | 4  | –1 |
| Namíbia  | 1   | 3 | 0 | 1 | 2 | 0  | 4  | –4 |

| Mandante | Resultado | Visitante |
| -------- | --------- | --------- |
| Zâmbia   | 2–0       | Tanzânia  |
| Guiné    | 3–0       | Namíbia   |
| Zâmbia   | 1–1       | Guiné     |
| Namíbia  | 0–1       | Tanzânia  |
| Namíbia  | 0–0       | Zâmbia    |
| Tanzânia | 2–2       | Guiné     |

## Mata-mata
|  | Quartas-de-final       | Quartas-de-final       |                         |      | Semifinais     | Semifinais     |  |  | Final | Final |
|  |                        |                        |                         |      |                |                |  |  |       |       |
|  | 30 de janeiro – Iaundé |                        |                         |      |                |                |  |  |       |       |
|  |                        |                        |                         |      |                |                |  |  |       |       |
|  | Mali (d.p.)            | 0(5)                   |                         |      |                |                |  |  |       |       |
|  | Mali (d.p.)            | 0(5)                   | 3 de fevereiro – Duala  |      |                |                |  |  |       |       |
|  | Congo                  | 0(4)                   |                         |      |                |                |  |  |       |       |
|  | Congo                  | 0(4)                   | Mali (d.p.)             | 0(5) |                |                |  |  |       |       |
|  | 31 de janeiro – Limbe  |                        | Mali (d.p.)             | 0(5) |                |                |  |  |       |       |
|  |                        | Guiné                  | 0(4)                    |      |                |                |  |  |       |       |
|  | Guiné                  | Guiné                  | 0(4)                    | 1    |                |                |  |  |       |       |
|  | Guiné                  |                        | 7 de fevereiro – Iaundé | 1    |                |                |  |  |       |       |
|  | Ruanda                 | 0                      |                         |      |                |                |  |  |       |       |
|  | Ruanda                 | 0                      | Mali                    | 0    |                |                |  |  |       |       |
|  | 31 de janeiro – Duala  |                        | Mali                    | 0    |                |                |  |  |       |       |
|  |                        | Marrocos               | 2                       |      |                |                |  |  |       |       |
|  | Marrocos               | Marrocos               | 2                       | 3    |                |                |  |  |       |       |
|  | Marrocos               | 3 de fevereiro – Limbe |                         | 3    |                |                |  |  |       |       |
|  | Zâmbia                 | 1                      |                         |      |                |                |  |  |       |       |
|  | Zâmbia                 | 1                      | Marrocos                | 4    |                |                |  |  |       |       |
|  | 30 de janeiro – Duala  |                        | Marrocos                | 4    |                |                |  |  |       |       |
|  |                        | Camarões               | 0                       |      | Terceiro lugar | Terceiro lugar |  |  |       |       |
|  | RD Congo               | Camarões               | 0                       | 1    | Terceiro lugar | Terceiro lugar |  |  |       |       |
|  | RD Congo               |                        | 6 de fevereiro – Duala  | 1    |                |                |  |  |       |       |
|  | Camarões               | 2                      |                         |      |                |                |  |  |       |       |
|  | Camarões               | 2                      | Guiné                   | 2    |                |                |  |  |       |       |
|  |                        |                        |                         |      |                |                |  |  |       |       |
|  | Camarões               | 0                      |                         |      |                |                |  |  |       |       |
|  | Camarões               | 0                      |                         |      |                |                |  |  |       |       |

| Campeonato das Nações Africanas de 2020 |
| --------------------------------------- |
| Marrocos Campeão (2.º título)           |